# Vietnam en los Juegos Olímpicos de Múnich 1972
Vietnam estuvo representado en los Juegos Olímpicos de Múnich 1972 por dos deportistas masculinos que compitieron en tiro deportivo.
El portador de la bandera en la ceremonia de apertura fue el tirador Hồ Minh Thu. El equipo olímpico vietnamita no obtuvo ninguna medalla en estos Juegos.